# Hvorslev Kommune
Hvorslev Kommune i Viborg Amt blev dannet ved kommunalreformen i 1970. Ved strukturreformen i 2007 indgik den i Favrskov Kommune sammen med Hadsten Kommune, Hammel Kommune, Hinnerup Kommune og 3 sogne i Langå Kommune. 

## Tidligere kommuner
Hvorslev Kommune blev dannet ved sammenlægning af 3 sognekommuner:
| Kommune               | Folketal 1. januar 1970 | Byer           |
| --------------------- | ----------------------- | -------------- |
| Hvorslev-Gerning      | 1.990                   | Hvorslev       |
| Vejerslev-Aidt-Thorsø | 2.100                   | Aidt og Thorsø |
| Vellev                | 1.133                   | Vellev         |
| I alt                 | 5.223                   |                |

Hertil kom 2 enkeltsogne:
- Vester Velling-Skjern sognekommune med 1.139 indbyggere blev delt, så Vester Velling Sogn kom til Hvorslev Kommune, mens Skjern Sogn kom til Bjerringbro Kommune.
- Langå-Torup-Sønder Vinge sognekommune med 3.244 indbyggere blev delt, så Sønder Vinge Sogn kom til Hvorslev Kommune, mens Langå Sogn med byen Langå og Torup Sogn kom til Langå Kommune.

Gerning Sogn afgav et ejerlav til Bjerringbro Kommune, og Vellev Sogn afgav et ejerlav og dele af enkelte matrikler til Langå Kommune.

## Sogne
Hvorslev Kommune bestod af følgende sogne:
- Aidt Sogn (Houlbjerg Herred)
- Gerning Sogn (Houlbjerg Herred)
- Hvorslev Sogn (Houlbjerg Herred)
- Sønder Vinge Sogn (Middelsom Herred)
- Thorsø Sogn (Houlbjerg Herred)
- Ulstrupbro Sogn (Middelsom Herred)
- Vejerslev Sogn (Houlbjerg Herred)
- Vellev Sogn (Houlbjerg Herred)
- Vester Velling Sogn (Middelsom Herred)

## Borgmestre
| Periode   | Navn               | Parti   |
| --------- | ------------------ | ------- |
| 1970-1974 | Laurs Petersen     | Venstre |
| 1974-1981 | Holger Mikkelstrup | Venstre |
| 1982-1993 | Rasmus Christensen | Venstre |
| 1994-2001 | Per Søndergaard    | Venstre |
| 2002-2006 | Kurt Andreassen    | Venstre |

## Kommunaldirektører
| Periode   | Navn                |
| --------- | ------------------- |
| 1970-1996 | Inger Kolding       |
| 1996-2006 | Linda Morgan-Fisher |

## Mandatfordeling
| 3 | 2 | 10 |

| 11 | 4 |

| 4 | 3 | 8 |

| 10 | 5 |

| 5 | 4 | 6 |

| 9 | 6 |

| 5 | 1 | 5 | 4 |

| 11 | 4 |

| 6 | 1 | 7 | 1 |

| 12 | 3 |

| 5 | 2 | 8 |

| 10 | 5 |

## Rådhus
Hvorslev Kommunes rådhus på Danstrupvej 4 blev opført i 1971-72 og fik en tilbygning omkring 1990.